# Kerry Bentivolio
Kerry Bentivolio, né le 6 octobre 1951 à Détroit (Michigan), est un homme politique américain. Membre du Parti républicain, il est élu à la Chambre des représentants des États-Unis pour un mandat, de 2013 à 2015.

## Biographie

### Carrière professionnelle et débuts en politique
Kerry Bentivolio sert dans la United States Army au Viêt Nam puis avec la garde nationale du Michigan en Irak. Dans les années 1990, il connaît des difficultés financières et son entreprise de construction fait faillite. Il devient par la suite enseignant, éleveur de rennes et imitateur du Père Noël,,.
Il se présente sans succès au Sénat du Michigan en 2010. Il quitte son poste d'enseignant en 2012 après des plaintes concernant son comportement.

### Élections au Congrès
Partisan du Tea Party, Bentivolio se présente à la Chambre des représentants des États-Unis lors des élections de 2012 face au républicain sortant Thaddeus McCotter. Lorsque celui-ci démissionne à la suite d'un scandale de fausses signatures, Bentivolio est le seul républicain inscrit pour l'élection de novembre,. Il devient alors le candidat républicain pour l'élection partielle pour succéder à McCotter et pour l'élection au prochain mandat, qui ont lieu le même jour. Dans le 11e district du Michigan, couvrant une partie du comté d'Oakland et du comté de Wayne, il remporte l'élection générale avec sept point d'avance sur le démocrate Syed Taj mais il est battu de 7 500 bulletins par David Curson (en) pour la fin du mandat de McCotter. Les frontières du distinct étaient différentes pour les deux élections, les nouvelles circonscriptions suivant le recensement de 2010 n'entrant en vigueur qu'au prochain mandat.
Durant son mandat, il est considéré comme l'un des nouveaux représentants les plus actifs, faisant adopter plusieurs propositions de loi, et l'un des plus transparents. Bien que conservateur, il ne vote pas toujours avec la majorité républicaine. Lorsque Bentivolio souhaite se présenter à un deuxième mandat en 2014, l'establishment s'oppose à la candidature de ce qu'il considère comme un « député accidentel ». Son opposant Dave Trott lève des millions de dollars et reçoit le soutien Mitt Romney et de la Chambre de commerce des États-Unis. Bentivolio est largement battu par Trott, qui rassemble 66 % des voix contre 34 % pour le sortant,. Il échoue à se faire élire en write-in lors de l'élection générale.
Deux ans plus tard, il se présente en tant qu'indépendant mais réunit moins de 5 % des suffrages. Lorsque Trott annonce sa retraite en 2017, Bentivolio choisit alors de se porter candidat à la primaire républicaine. Il finit en cinquième et dernière position de la primaire avec 11 % des votes.